# ICO Crossminton Croatian Open
ICO Crossminton Croatian Open je najjači i najdugovječniji hrvatski crossminton turnir. Glavni sponzor turnira je Speedminton GmbH iz Njemačke pa tako turnir službeno nosi naziv Speedminton® Croatian Open, odnosno Crossminton Croatian Open powered by Speedminton® ovisno o izvoru. Tijekom povijesti održavao se na više lokacija u Hrvatskoj. Turnir je stariji nego njegova krovna organizacija ISBO/ICO.
Krovna organizacija za crossminton osnovana 2011. kao ISBO pomijenila je krajem 2015. ime u ICO što je posljedično utjecalo i na naziv turnira.
Turnir je bio kandidat za za uvrštenje u elitnu 'Grand slam' skupinu od 5 velikih međunarodnih turnira.

## Izdanja
| Rang 2011.-... World Series 2017.-'19. 500 bodova 2016. 1000 bodova 2015. 500 bodova 2011.-'14. 1000 bodova 2010. 1000 bodova | Lokacije 2014.-'19. Zagreb 2013. Rijeka 2012. Zagreb 2010.-'11. Rijeka | Naziv turnira 2019. ICO Crossminton Croatian Open powered by Speedminton® 2016.-'18. ICO Speedminton® Croatian Open 2013.-'15. ISBO Speedminton® Croatian Open 2010.-'12. Croatian Speedminton® Open 2008.-'09. ?? |

| Broj država | Broj natjecatelja | Broj natjecatelja | Izdanje | Ref               | OPEN                 | OPEN                 | OPEN                                        | OPEN                                        | Žene OPEN            | Žene OPEN             | Žene OPEN                                   | Žene OPEN                                   | Mix parovi                                  | Mix parovi                                  |
| ----------- | ----------------- | ----------------- | ------- | ----------------- | -------------------- | -------------------- | ------------------------------------------- | ------------------------------------------- | -------------------- | --------------------- | ------------------------------------------- | ------------------------------------------- | ------------------------------------------- | ------------------------------------------- |
| Broj država | Broj natjecatelja | Broj natjecatelja | Izdanje | Ref               | Pojedinačno          | Pojedinačno          | Parovi                                      | Parovi                                      | Pojedinačno          | Pojedinačno           | Parovi                                      | Parovi                                      | Mix parovi                                  | Mix parovi                                  |
| Broj država | M                 | Ž                 | Izdanje | Ref               | Pobjednik            | Finalist             | Pobjednici                                  | Finalisti                                   | Pobjednica           | Finalistica           | Pobjednice                                  | Finalistice                                 | Pobjednici                                  | Finalisti                                   |
|             |                   |                   | 2020.   |                   | Nepoznata kratica »« | Nepoznata kratica »« | Nepoznata kratica »« · Nepoznata kratica »« | Nepoznata kratica »« · Nepoznata kratica »« | Nepoznata kratica »« | Nepoznata kratica »«  | Nepoznata kratica »« · Nepoznata kratica »« | Nepoznata kratica »« · Nepoznata kratica »« | Nepoznata kratica »« · Nepoznata kratica »« | Nepoznata kratica »« · Nepoznata kratica »« |
| 8           |                   |                   | 2019.   | [ 3 ] [ 1 ]       | Dasen Jardas         | Jaša Jovan           | David Kozári Olivér Vincze                  | Alen Baumkirher Bojan Jerman                | Eliška Andrlová      | Laura Jagečić         | —                                           | —                                           | Paula Barković Nikola Kučina                | Jasmina Keber Matjaž Sustersič              |
|             |                   |                   | 2018.   | [ 4 ]             | Petr Makrlík         | Jaša Jovan           | Adam Kakula (2) Petr Makrlík                | Marcel Herrmann David Zimmermanns           | Lori Škerl           | Eliška Andrlová       | —                                           | —                                           | Jasmina Keber (5) Matjaž Sustersič (5)      | Alida Jerković Boris Jerković               |
|             |                   |                   | 2017.   | [ 5 ]             | Gergely Rácz         | Dasen Jardas         | Ivor Ilić Dasen Jardas                      | Alen Baumkirher Gergely Rácz                | Jasmina Keber (7)    | Paula Barković        | —                                           | —                                           | Jasmina Keber (4) Matjaž Sustersič (4)      | Paula Barković Nikola Kučina                |
| 9           |                   |                   | 2016.   | [ 6 ] [ 7 ] [ 8 ] | Sönke Kaatz          | Patrick Schüsseler   | Robin Joop Sönke Kaatz                      | Ivor Ilić Dasen Jardas                      | Jasmina Keber (6)    | Marta Urbanik         | —                                           | —                                           | Jasmina Keber (3) Matjaž Sustersič (3)      | Lori Škerl Jaša Jovan                       |
|             |                   |                   | 2015.   | [ 9 ]             | Per Hjalmarson (2)   | Myhailo Mandryk      | Adam Kakula Andrej Ostrihon (2)             | Károly Vincze Olivér Vincze                 | Jasmina Keber (5)    | Nóra Gaál             | —                                           | —                                           | Jasmina Keber (2) Matjaž Sustersič (2)      | Edit Osvay Gergely Rácz                     |
|             |                   |                   | 2014.   | [ 10 ]            | Marcin Ociepa        | Patrick Schüsseler   | Samo Lipuscek (3) Andrej Ostrihon           | Patrick Schüsseler Patrik Turna             | Jasmina Keber (4)    | Krisztina Bognar      | —                                           | —                                           | Jasmina Keber Matjaž Sustersič              | Henrieta Syc-Krivanova Jan Scavnicky Sr.    |
|             |                   |                   | 2013.   | [ 11 ]            | Samo Lipuscek        | Andrej Ostrihon      | Samo Lipuscek (2) Robi Titovsek (2)         | Jasmina Keber Matjaž Sustersič              | Jasmina Keber (3)    | Barbora Syc-Krivanova | —                                           | —                                           | —                                           | —                                           |
|             |                   |                   | 2012.   | [ 12 ]            | Bérenger Mocaër      | Mišel Miheteć        | Samo Lipuscek Robi Titovsek                 | Helena Halas Miha Avberšek                  | Jasmina Keber (2)    | Barbora Syc-Krivanova | —                                           | —                                           | —                                           | —                                           |
|             |                   |                   | 2011.   | [ 13 ]            | Miha Avberšek        | Mišel Miheteć        | —                                           | —                                           | Jasmina Keber        | Veronika Kunyik       | —                                           | —                                           | —                                           | —                                           |
|             |                   |                   | 2010.   | [ 14 ]            | Per Hjalmarson       | Miha Avberšek        | —                                           | —                                           | Helena Halas         | Maja Susin            | —                                           | —                                           | —                                           | —                                           |
|             |                   |                   | 2009.   |                   | Nepoznata kratica »« | Nepoznata kratica »« | Nepoznata kratica »« · Nepoznata kratica »« | Nepoznata kratica »« · Nepoznata kratica »« | Nepoznata kratica »« | Nepoznata kratica »«  | Nepoznata kratica »« · Nepoznata kratica »« | Nepoznata kratica »« · Nepoznata kratica »« | Nepoznata kratica »« · Nepoznata kratica »« | Nepoznata kratica »« · Nepoznata kratica »« |
|             |                   |                   | 2008.   |                   | Nepoznata kratica »« | Nepoznata kratica »« | Nepoznata kratica »« · Nepoznata kratica »« | Nepoznata kratica »« · Nepoznata kratica »« | Nepoznata kratica »« | Nepoznata kratica »«  | Nepoznata kratica »« · Nepoznata kratica »« | Nepoznata kratica »« · Nepoznata kratica »« | Nepoznata kratica »« · Nepoznata kratica »« | Nepoznata kratica »« · Nepoznata kratica »« |

### Statistika (2019.)
|   | Igrač(ica)       | Pobjede | Pobjede | Pobjede | Pobjede | Finala |
| Σ | Igrač(ica)       | S       | D       | X       |         | Finala |
| - | ---------------- | ------- | ------- | ------- | ------- | ------ |
| Ž | Jasmina Keber    | 12      | 7       | 0       | 5       | 14     |
| M | Samo Lipuscek    | 4       | 1       | 3       | 0       | 4      |
| M | Matjaž Sustersič | 5       | 0       | 0       | 5       | 7      |

|           | Parovi        | Parovi           | Pobjede | Finala |   |   |
| --------- | ------------- | ---------------- | ------- | ------ | - | - |
| mix, open | Jasmina Keber | Matjaž Sustersič | Pobjede | Finala | 5 | 7 |
| open      | Samo Lipuscek | Robi Titovsek    | 2       | 2      |   |   |